# Монтекорбо (Напуљ)
Монтекорбо је насеље у Италији у округу Напуљ, региону Кампанија.
Према процени из 2011. у насељу је живело 19 становника. Насеље се налази на надморској висини од 223 м.